# Hermon (Maine)
Hermon ist eine Town im Penobscot County des Bundesstaates Maine in den Vereinigten Staaten. Im Jahr 2020 lebten dort 6461 Einwohner in 2619 Haushalten auf einer Fläche von 95,34 km².

## Geografie
Nach dem United States Census Bureau hat Hermon eine Gesamtfläche von 95,34 km², von der 92,90 km² Land sind und 2,43 km² aus Gewässern bestehen.

### Geografische Lage
Hermon liegt im Süden des Penobscot Countys. Durch den westlichen Teil der Town fließt in südliche Richtung der Black Stream, der in den Souadabscook Stream mündet. Dieser durchfließt den im Süden liegenden Hermon Pond auf seinem Weg zur Mündung im Penobscot River. Die Oberfläche ist eben, ohne nennenswerte Erhebungen.

### Nachbargemeinden
Alle Entfernungen sind als Luftlinien zwischen den offiziellen Koordinaten der Orte aus der Volkszählung 2010 angegeben.
- Nordosten: Glenburn, 9,7 km
- Osten: Bangor, 9,1 km
- Süden: Hampden, 9,6 km
- Südwesten: Newburgh, 15,2 km
- Westen: Carmel, 7,8 km
- Nordwesten: Levant, 9,7 km

### Stadtgliederung
In Hermon gibt es mehrere Siedlungsgebiete: Center, Cold Brook, Hermon, Hermon Center, Hermon Pond, Leathers Corner, North Hermon, Northern Maine Junction, Snow Corner und Wing.

### Klima
Die mittlere Durchschnittstemperatur in Hermon liegt zwischen −7,8 °C (18 °F) im Januar und 20,6 °C (69 °F) im Juli. Damit ist der Ort gegenüber dem langjährigen Mittel der USA um etwa 9 Grad kühler. Die Schneefälle zwischen Oktober und Mai liegen mit bis zu zweieinhalb Metern mehr als doppelt so hoch wie die mittlere Schneehöhe in den USA; die tägliche Sonnenscheindauer liegt am unteren Rand des Wertespektrums der USA.

## Geschichte
Hermon wurde am 13. Juni 1814 als Town organisiert. Zuvor trug es den Namen Township No. 2, Second Range North of Waldo Patent (T2 R2 NWP). Benannt wurde es nach dem biblischen Berg Hermon. Die Besiedlung in dem Gebiet startete im Jahr 1784.

### Einwohnerentwicklung
| Volkszählungsergebnisse – Town of Hermon, Maine | Volkszählungsergebnisse – Town of Hermon, Maine | Volkszählungsergebnisse – Town of Hermon, Maine | Volkszählungsergebnisse – Town of Hermon, Maine | Volkszählungsergebnisse – Town of Hermon, Maine | Volkszählungsergebnisse – Town of Hermon, Maine | Volkszählungsergebnisse – Town of Hermon, Maine | Volkszählungsergebnisse – Town of Hermon, Maine | Volkszählungsergebnisse – Town of Hermon, Maine | Volkszählungsergebnisse – Town of Hermon, Maine | Volkszählungsergebnisse – Town of Hermon, Maine |
| Jahr                                            | 1800                                            | 1810                                            | 1820                                            | 1830                                            | 1840                                            | 1850                                            | 1860                                            | 1870                                            | 1880                                            | 1890                                            |
| ----------------------------------------------- | ----------------------------------------------- | ----------------------------------------------- | ----------------------------------------------- | ----------------------------------------------- | ----------------------------------------------- | ----------------------------------------------- | ----------------------------------------------- | ----------------------------------------------- | ----------------------------------------------- | ----------------------------------------------- |
| Einwohner                                       |                                                 |                                                 | 266                                             | 535                                             | 1042                                            | 1374                                            | 1433                                            | 1489                                            | 1394                                            | 1282                                            |
| Jahr                                            | 1900                                            | 1910                                            | 1920                                            | 1930                                            | 1940                                            | 1950                                            | 1960                                            | 1970                                            | 1980                                            | 1990                                            |
| Einwohner                                       | 1183                                            | 1210                                            | 1190                                            | 1204                                            | 1182                                            | 1728                                            | 2087                                            | 2376                                            | 3170                                            | 3755                                            |
| Jahr                                            | 2000                                            | 2010                                            | 2020                                            | 2030                                            | 2040                                            | 2050                                            | 2060                                            | 2070                                            | 2080                                            | 2090                                            |
| Einwohner                                       | 4437                                            | 5416                                            | 6461                                            |                                                 |                                                 |                                                 |                                                 |                                                 |                                                 |                                                 |

## Kultur und Sehenswürdigkeiten

### Bauwerke
In Hermon wurde ein Bauwerk unter Denkmalschutz gestellt und ins National Register of Historic Places aufgenommen.
- District No. 5 School House, 1997 unter der Register-Nr. 97001131.[8]

### Parks
Das Ecotat Gardens and Arboretum ist eine Parkanlage und ein Arboretum in Hermon.

## Wirtschaft und Infrastruktur

### Verkehr
Entlang der südlichen Grenze der Town verläuft die Interstate 95. Der U.S. Highway 2 verläuft ebenfalls in westöstlicher Richtung durch das Gebiet der Town.
Der Sitz der Central Maine and Quebec Railway befindet sich in Hermon, die Bahnstrecke Cumberland Center–Bangor führt durch Hermon.

### Öffentliche Einrichtungen
In Hermon gibt es keine medizinischen Einrichtungen oder Krankenhäuser. Nächstgelegene Einrichtungen für die Bewohner von Hermon befinden sich in Bangor.
In Hermon befindet sich die Hermon Library. Sie ist der High School angegliedert.

### Bildung
Für die Schulbildung ist in Hermon das Hermon School Department zuständig. Folgende Schulen befinden sich in Hermon:
- Patricia A. Duran School, mit Schulklassen von Pre-K bis zum 4. Schuljahr
- Hermon Middle School, mit Schulklassen vom 5. bis zum 8. Schuljahr
- Hermon High School, mit Schulklassen vom 9. bis zum 12. Schuljahr

## Persönlichkeiten

### Söhne und Töchter der Stadt
- Joe Hill (* 1972), Schriftsteller